# Michael Coulson
Michael James Coulson, né le 4 avril 1988 à Scarborough au Royaume-Uni, est un footballeur anglais. Il joue depuis 2016 au poste d'attaquant pour le Bridlington Town.

## Biographie
Il joue 16 matchs en deuxième division anglaise avec le club de Barnsley.